# Tel Aviv Open 1991
Il Tel Aviv Open 1991 è stato un torneo di tennis giocato sul cemento. È stata la 12ª edizione del torneo, che fa parte della categoria World Series nell'ambito dell'ATP Tour 1991. Si è giocato al Israel Tennis Centers di Ramat HaSharon vicino a Tel Aviv in Israele dal 7 al 14 ottobre 1991.

## Campioni

### Singolare maschile
Leonardo Lavalle ha battuto in finale  Christo van Rensburg con il punteggio di 6–2, 3–6, 6–3

### Doppio maschile
David Rikl /  Michiel Schapers hanno battuto in finale  Javier Frana /  Leonardo Lavalle con il punteggio di 6–2, 6–7, 6–3